# Brazalete antiestático

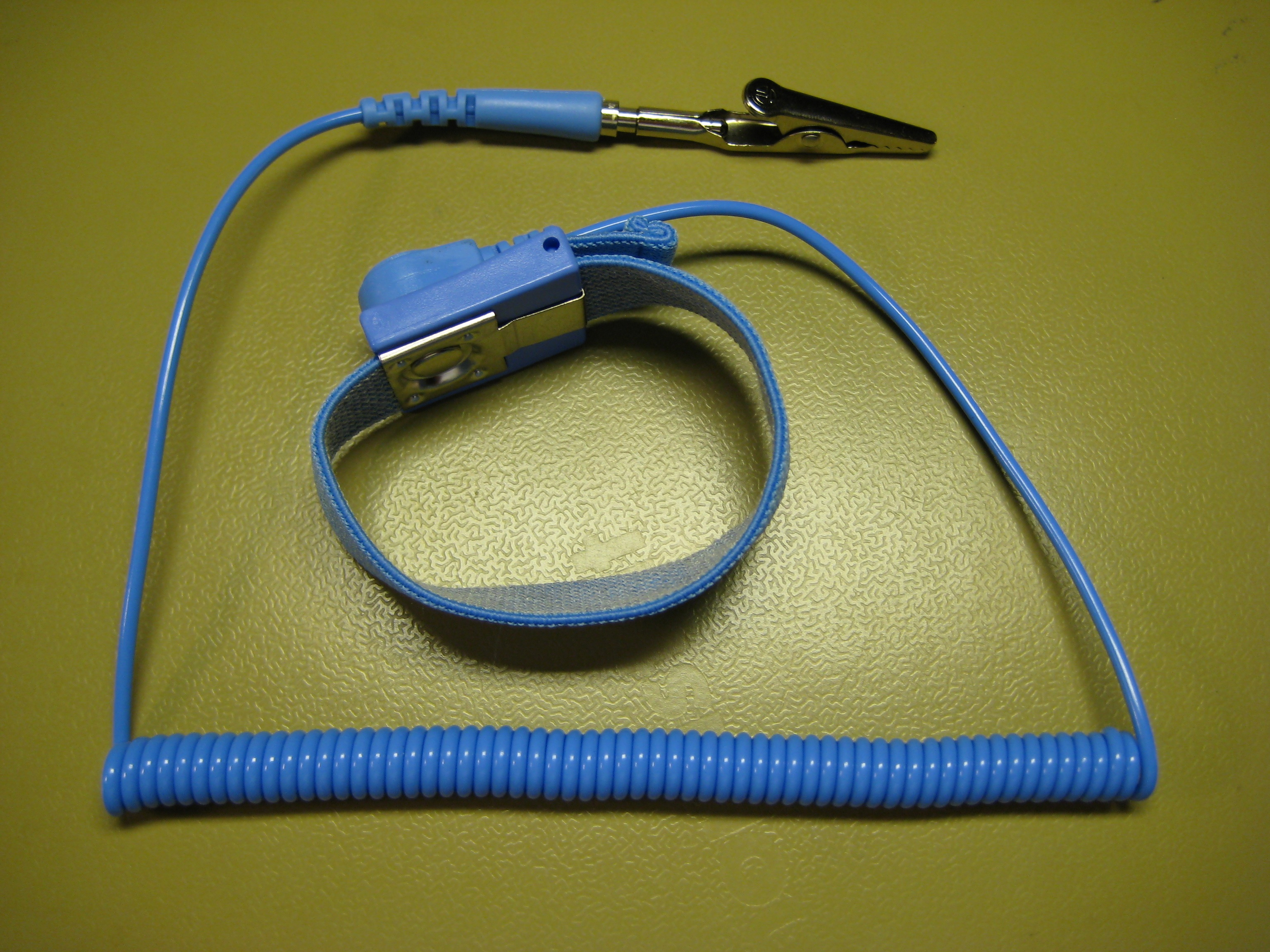
Una correa de muñeca con una pinza de cocodrilo

Un brazalete antiestático o pulsera antiestática (también llamado muñequera antiestática) consiste en una cinta con un velcro para fijarla en la muñeca conectada a un cable de toma de tierra que permite descargar cualquier acumulación de electricidad estática en el cuerpo de un operario de equipos sensibles.
El brazalete lleva una resistencia de 1 Mega Ohm, conectada en serie para limitar la corriente de cortocircuito, protegiendo al usuario si tocara cualquier aparato o componente conectados a la red eléctrica.

## Galería

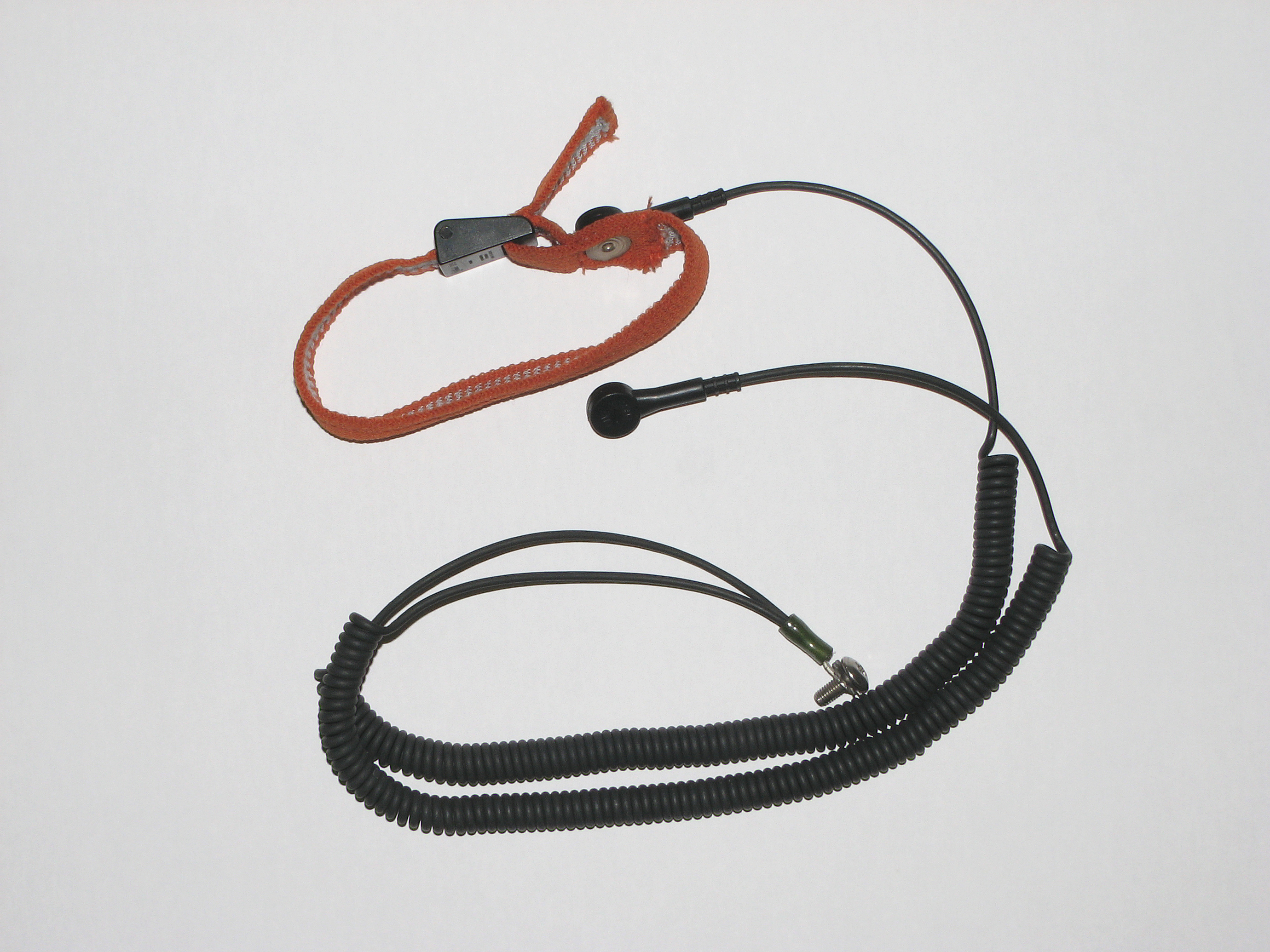
Cinta para uso fijo.
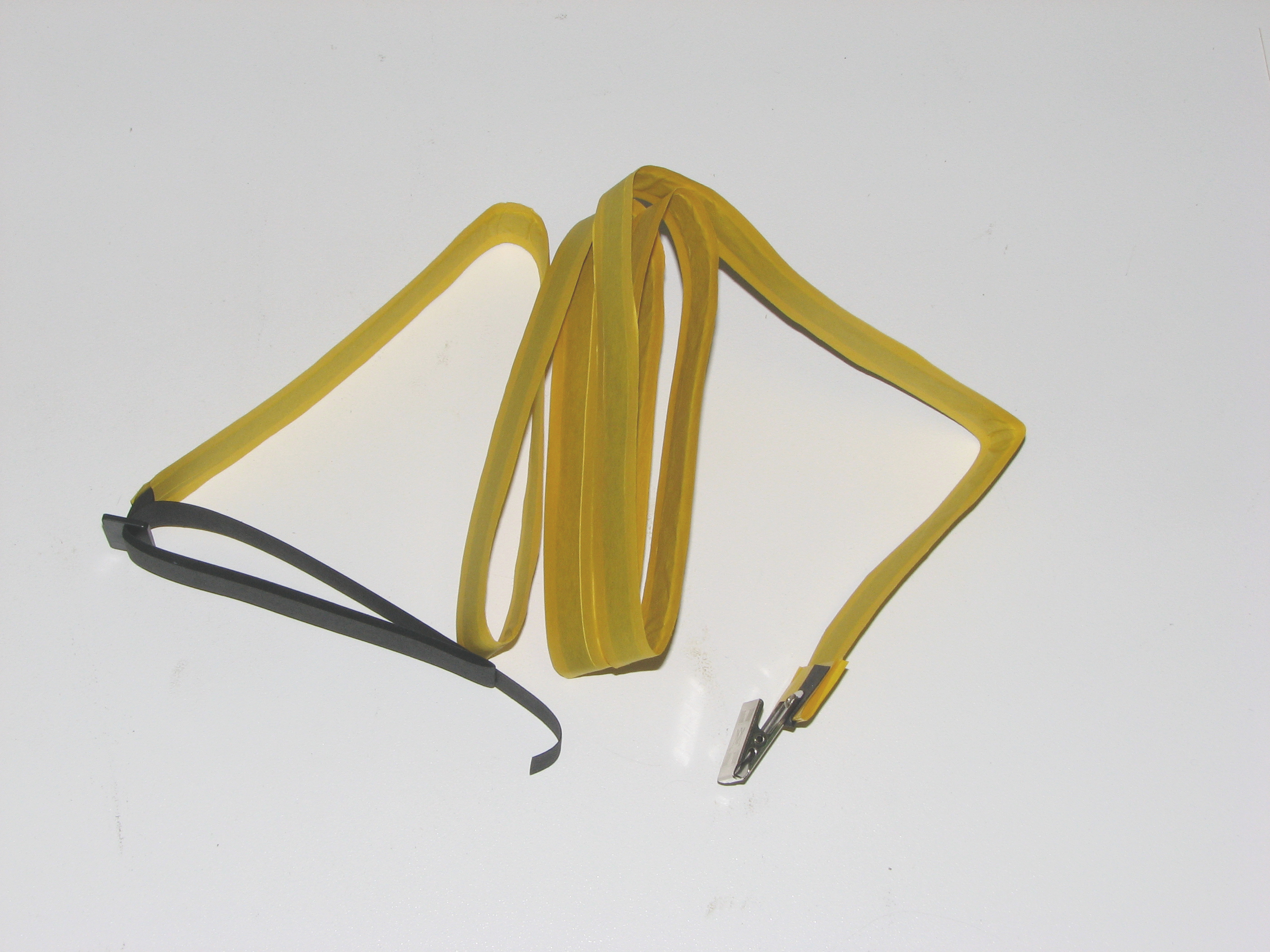
Cinta uso circunstancial.

- Datos: Q583504